# Neveste perfecte (film din 1975)
Neveste perfecte (în engleză The Stepford Wives) este un film din 1975 regizat de Bryan Forbes, scris de William Goldman, cu actorii Katharine Ross, Paula Prentiss și Peter Masterson. Este bazat pe romanul omonim din 1972 scris de Ira Levin.

## Distribuție
- Katharine Ross - Joanna Eberhart
- Paula Prentiss - Bobbie Markowe
- Peter Masterson - Walter Eberhart
- Nanette Newman - Carol van Sant
- Tina Louise - Charmaine Wimperis
- Patrick O'Neal - Dale "Diz" Coba
- Josef Sommer - Ted van Sant
- Franklin Cover - Ed Wimperis
- Toni Reid - Marie Axhelm
- George Coe - Claude Axhelm
- Carole Mallory - Kit Sundersen
- Barbara Rucker - Mary Ann Stavros
- Judith Baldwin - Patricia Cornell
- Michael Higgins - Mr. Cornell
- William Prince - Ike Mazzard
- Carol Eve Rossen - Dr. Fancher
- Robert Fields - Raymond Chandler
- Remak Ramsay - Mr. Atkinson
- Mary Stuart Masterson - Kim Eberhart
- Ronny Sullivan - Amy Eberhart